# Lee-Enfield Mark V
El Lee-Enfield Mark V o Short Magazine Lee-Enfield (S.M.L.E.) (Lee-Enfield de cargador corto), fue un fusil de infantería diseñada por la Royal Small Arms Factory Enfield en Inglaterra en 1923, para sustituir al fusil de infantería Lee-Enfield Mark III*.

## Historia
Poco después del final de la Primera Guerra Mundial, el ejército británico empezó a considerar la fabricación de un nuevo fusil, similar a su predecesor pero más fácil de producir por métodos modernos de fabricación en masa. El resultado, el Lee-Enfield Mark V de cargador corto, salió en 1923. Tras realizar pruebas con el Lee-Enfield Mark V, se decidió que la conversión de los grandes restos existentes de fusiles resultaría demasiado cara, y aunque continuó el desarrollo de un nuevo fusil (que llevaría eventualmente el nombre de Fusil Mk I N.º 4), una gran cantidad de S.M.L.E. permaneció en servicio hasta bien entrada la Segunda Guerra Mundial.

## Diseño
Tenía una banda extra en el cañón, justo delante de la trabilla delantera de la correa, la principal diferencia era que tenía un alza de abertura desplazada mucho más atrás, sobre el puente de encima del cerrojo. La mira estaba graduada sólo hasta 1.280 m y , junto a la mayor distancia entre el punto de mira y el alza, esto aumentaba la precisión del disparo.